# ابوزخت
ابوزخت (به آلمانی: Abzucht) یک رود در آلمان است که در نیدرزاکسن واقع شده‌است.